# ألان غوما
آلان غوما (بالفرنسية: Alain Goma)‏ (ولد في 5 أكتوبر 1972) هو لاعب كرة قدم فرنسي متقاعد كان يجيد دور الظهير الأيمن أو قلب الدفاع.
في مسيرته الرياضية التي استمرت 16 عامًا لعب 196 مباراة في الدوري الفرنسي الدرجة الأولى معظمها لصالح نادي أوكسير ثم لعب 147 مباراة في الدوري الإنجليزي الممتاز مع نيوكاسل يونايتد ونادي فولهام.

## المسيرة الرياضية مع الأندية
بدأ غوما المولود في سولت، فوكلوز مسيرته الكروية في اللعب مع نادي فيرساي في ضاحية باريس وانضم إلى أكاديمية نادي أوكسير الشهيرة للشباب في عام 1988 في سن الخامسة عشرة. بعد ثلاث سنوات قام بأول ظهور له في الفريق الأول في الدوري الفرنسي الدرجة الأولى بقيادة المدرب الأسطوري غاي رو.
في موسم 1992-93 ساهم غوما في وصول أوكسير إلى الدور نصف النهائي في بطولة كأس الاتحاد الأوروبي وهو إنجاز غير المسبوق لأوكسير حيث خسر في الدور نصف النهائي من أياكس أمستردام الهولندي بركلات جزاء ترجيحية. في نهاية الموسم وقع عقده الأول مع الفريق حيث لعب دوراً أساسياً في تحقيق فريقه ثنائية الدوري والكأس المحلي في موسم 1995-96 وساعده أيضاً في الوصول إلى الدور الربع النهائي في دوري أبطال أوروبا 1996-97 عندما خسر أمام الفائز في نهاية المطاف بوروسيا دورتموند الألماني. علما بأن أوكسير تغلب على أياكس أمستردام في مرحلة المجموعات.
بعد عشر سنوات في أوكسير انتقل غوما إلى باريس سان جيرمان حيث فاز بكأس الأبطال الفرنسي عام 1998 بعد انضمامه للفريق بفترة قصيرة. بعد تحقيقه لهذه البطولة اليتيمة في ذلك الموسم انضم غوما إلى نيوكاسل يونايتد مقابل 4.7 مليون جنيه إسترليني وأصبح لاعبًا مهمًا في بداية موسم 2000-01 وسجل هدفاً في المباراة التي انتهت بالفوز 3-1 على نادي ميدلزبره في أكتوبر 2000.
في 13 مارس 2001 بعد نزاع مع نيوكاسل يونايتد وقع غوما مع متصدر الدرجة الأولى نادي فولهام الذي سجل رقما قياسيا بالتعاقد معه مقابل 4 ملايين جنيه استرليني. في 21 أبريل 2001 ظهر لأول مرة في التعادل 1-1 مع نادي بورتسموث وأصبح لاعبا حيويا للنادي في موسمه الأول في الدوري الإنجليزي الممتاز حيث خدم في النهاية كقائد للفريق الذي كان يدربه مواطنه جان تيغانا.
حصل غوما على عقد جديد خلال موسم 2003-04 لإبقائه في فولهام حتى صيف عام 2006. على الرغم من الغياب شهرين بسبب الإصابة إلا أنه لعب مباراته المائة خلال الموسم ولكن بعد ظهور لاعبين أصغر سنا مثل زات نايت تضاءلت أهميته ودوره تدريجيا في موسم 2005-06 وكان أبرز اللاعبين الستة الذين تم تسريحهم في 18 مايو 2006 بعد عدم تمكنهم من الاتفاق على تجديد العقد.
تقاعد غوما في وقت لاحق وعمره 33 سنة. ومع ذلك في عام 2007 خرج من التقاعد وانضم إلى نادي الوكرة في قطر ثم تقاعد في نهاية ذلك الموسم.

## المسيرة الرياضية مع المنتخب
بعد البدء بتمثيل منتخب فرنسا تحت 21 سنة عام 1992 فقد ترقى غوما إلى منتخب فرنسا حيث لعب مباراتين دوليتين. المباراة الدولية الأولى كانت في 9 أكتوبر 1996 عندما فازت فرنسا 4-0 وديا على تركيا والثانية كانت أيضا ودية عندما دخل بديلا عن فرانك لوبوف في الدقائق العشر الأخيرة في التعادل 2-2 مع النمسا في 19 أغسطس 1998.

## الإنجازات
- أوكسير
  - الدرجة الأولى (1): 1995-96
  - كأس فرنسا (2): 1993-94 - 1995-96
- باريس سان جيرمان
  - كأس الأبطال الفرنسي (1): 1998
- فولهام
  - دوري البطولة (1): 2000-01

## إحصائيات الأندية
| أداء النادي   | أداء النادي      | أداء النادي    | الدوري    | الدوري  | الكأس                 | الكأس                 | كأس الدوري           | كأس الدوري           | القارة    | القارة  | المجموع   | المجموع |
| الموسم        | النادي           | الدوري         | المباريات | الأهداف | المباريات             | الأهداف               | المباريات            | الأهداف              | المباريات | الأهداف | المباريات | الأهداف |
| فرنسا         | فرنسا            | فرنسا          | الدوري    | الدوري  | كأس فرنسا             | كأس فرنسا             | كأس الرابطة الفرنسية | كأس الرابطة الفرنسية | أوروبا    | أوروبا  | المجموع   | المجموع |
| ------------- | ---------------- | -------------- | --------- | ------- | --------------------- | --------------------- | -------------------- | -------------------- | --------- | ------- | --------- | ------- |
| 1990–91       | أوكسير           | الدرجة الأولى  | 1         | 0       |                       |                       |                      |                      |           |         |           |         |
| 1991–92       | أوكسير           | الدرجة الأولى  | 1         | 0       |                       |                       |                      |                      |           |         |           |         |
| 1992–93       | أوكسير           | الدرجة الأولى  | 15        | 1       |                       |                       |                      |                      |           |         |           |         |
| 1993–94       | أوكسير           | الدرجة الأولى  | 33        | 0       |                       |                       |                      |                      |           |         |           |         |
| 1994–95       | أوكسير           | الدرجة الأولى  | 28        | 0       |                       |                       |                      |                      |           |         |           |         |
| 1995–96       | أوكسير           | الدرجة الأولى  | 32        | 0       |                       |                       |                      |                      |           |         |           |         |
| 1996–97       | أوكسير           | الدرجة الأولى  | 34        | 2       |                       |                       |                      |                      |           |         |           |         |
| 1997–98       | أوكسير           | الدرجة الأولى  | 22        | 1       |                       |                       |                      |                      |           |         |           |         |
| 1998–99       | باريس سان جيرمان | الدرجة الأولى  | 30        | 0       |                       |                       |                      |                      |           |         |           |         |
| إنجلترا       | إنجلترا          | إنجلترا        | الدوري    | الدوري  | كأس الاتحاد الإنجليزي | كأس الاتحاد الإنجليزي | كأس الرابطة          | كأس الرابطة          | أوروبا    | أوروبا  | المجموع   | المجموع |
| 1999–00       | نيوكاسل يونايتد  | الدوري الممتاز | 14        | 0       |                       |                       |                      |                      |           |         |           |         |
| 2000–01       | نيوكاسل يونايتد  | الدوري الممتاز | 19        | 1       |                       |                       |                      |                      |           |         |           |         |
| 2000–01       | فولهام           | الدرجة الأولى  | 3         | 0       |                       |                       |                      |                      |           |         |           |         |
| 2001–02       | فولهام           | الدوري الممتاز | 33        | 0       |                       |                       |                      |                      |           |         |           |         |
| 2002–03       | فولهام           | الدوري الممتاز | 29        | 0       |                       |                       |                      |                      |           |         |           |         |
| 2003–04       | فولهام           | الدوري الممتاز | 23        | 0       |                       |                       |                      |                      |           |         |           |         |
| 2004–05       | فولهام           | الدوري الممتاز | 16        | 0       |                       |                       |                      |                      |           |         |           |         |
| 2005–06       | فولهام           | الدوري الممتاز | 13        | 0       |                       |                       |                      |                      |           |         |           |         |
| قطر           | قطر              | قطر            | الدوري    | الدوري  | كأس أمير قطر          | كأس أمير قطر          | كأس الدوري           | كأس الدوري           | آسيا      | آسيا    | المجموع   | المجموع |
| 2007–08       | الوكرة           | دوري نجوم قطر  |           |         |                       |                       |                      |                      |           |         |           |         |
| المجموع       | فرنسا            | فرنسا          | 196       | 4       |                       |                       |                      |                      |           |         |           |         |
| المجموع       | إنجلترا          | إنجلترا        | 150       | 1       |                       |                       |                      |                      |           |         |           |         |
| المجموع       | قطر              | قطر            | ?         | ?       |                       |                       |                      |                      |           |         |           |         |
| المجموع الكلي | المجموع الكلي    | المجموع الكلي  | 346       | 5       |                       |                       |                      |                      |           |         |           |         |